# Erich Frank (Philosoph)
Erich Frank (* 6. Juni 1883 in Prag, Österreich-Ungarn; † 22. Juni 1949 in Amsterdam) war ein deutscher Philosophiehistoriker.

## Leben
Erich Frank war der Sohn des assimilierten jüdischen Ehepaars Aloys und Regina Frank. Er studierte Philosophie, Klassische Philologie und Alte Geschichte an den Universitäten zu Wien, Freiburg und Berlin. In Freiburg wurde er besonders vom Neukantianer Wilhelm Windelband beeinflusst. Seine Berliner Lehrer, der Philologe Ulrich von Wilamowitz-Moellendorff und der Historiker Eduard Meyer, regten ihn zur Beschäftigung mit der antiken Philosophie an, die Franks Hauptarbeitsgebiet wurde. 1911 wurde er mit der Dissertation Das Prinzip der dialektischen Synthesis und die Kantische Philosophie an der Universität Heidelberg promoviert. Frank war Soldat im Ersten Weltkrieg.
Nach dem Studium arbeitete Frank als Gymnasiallehrer in Heidelberg, Freiburg und Mannheim. 1923 habilitierte er sich an der Universität Heidelberg für Philosophie und wurde zum Privatdozenten, 1927 zum außerordentlichen Professor ernannt. 1928 wurde er auf den Lehrstuhl für Philosophie an der Universität Marburg berufen, der mit dem Weggang Martin Heideggers vakant geworden war.
Nach der Machtübernahme der Nationalsozialisten geriet Frank wegen seiner jüdischen Herkunft zusehends unter Druck. 1935 wurde er aufgrund des Gesetzes zur Wiederherstellung des Berufsbeamtentums von seiner Professur beurlaubt, 1936 permanent aus Forschung und Lehre ausgeschlossen. Er lebte seither von seinem geringen Ruhegehalt und erhielt ein Publikationsverbot. Nach kurzer Inhaftierung im Konzentrationslager bemühte er sich um die Auswanderung aus Deutschland, die Ende 1938 gelang. Er ging über Holland in die USA, wo er 1939 ein Stipendium der Rockefeller Foundation erhielt. Er arbeitete als Dozent gleichzeitig an der Harvard University (1939–1942) und am Bryn Mawr College, wo er 1946 zum Visiting Professor of Philosophy ernannt wurde. 1949 wurde ihm die Professur für Philosophie an der University of Pennsylvania angeboten, die er jedoch nicht mehr annehmen konnte: Er starb am 22. Juni in Amsterdam.
Frank war einer der führenden Philosophie- und Religionshistoriker seiner Zeit. Er setzte sich besonders mit den Widersprüchen zwischen Philosophie und Religiosität auseinander.

## Schriften
- Das Prinzip der dialektischen Synthesis und die Kantische Philosophie, Reuther & Reichard, Berlin 1911 (Kant-Studien, Ergänzungshefte 21).
- Plato und die sogenannten Pythagoreer. Ein Kapitel aus der Geschichte des griechischen Geistes, Niemeyer, Halle (Saale) 1923 [Nachdruck Darmstadt 1962].
- Wissen, Wollen, Glauben. Gesammelte Aufsätze zur Philosophiegeschichte und Existentialphilosophie, ed. Ludwig Edelstein, Artemis-Verlag, Zürich & Stuttgart 1955 (Erasmus-Bibliothek).